# Danh sách di sản thế giới tại Thụy Điển
Ủy ban Di sản thế giới của UNESCO là nơi có tầm quan trọng trong việc gìn giữ các tài sản văn hóa và tự nhiên theo Công ước Di sản thế giới được hình thành vào năm 1972. Thụy Điển phê chuẩn công ước vào ngày 22 tháng 1 năm 1985, từ đó, các di tích và địa danh của quốc gia này đủ điều kiện để được công nhận là Di sản thế giới của nhân loại. Tính đến năm 2017, Thụy Điển có tổng cộng 15 di sản thế giới bao gồm 13 di sản văn hóa, 1 tự nhiên và 1 hỗn hợp.
Cung điện Drottningholm được công nhận vào năm 1991 là di sản đầu tiên của Thụy Điển, trong khi di sản mới nhất được công nhận là Nhà nông thôn Hälsingland được công nhận vào năm 2012. Di sản tự nhiên duy nhất của Thụy Điển là Bờ Biển Cao/Quần đảo Kvarken và di sản hỗn hợp duy nhất của Thụy Điển là Vùng đất Laponia.
Thụy Điển có 2 di sản xuyên quốc gia (chung với một hoặc nhiều quốc gia khác) đó là: Bờ Biển Cao/Quần đảo Kvarken (chung với Phần Lan) và Vòng cung trắc đạc Struve (chung với 9 quốc gia khác của Bắc và Đông Âu)

## Danh sách
Dưới đây là danh sách các di sản thế giới tại Thụy Điển.
- Tên: Tên chính thức trong danh sách của UNESCO
- Hình ảnh: Một hình ảnh về di sản.
- Vị trí: Tên hạt nơi hiện diện di sản đó, có thể là một hoặc nhiều hạt khác nhau.
- Năm công nhận: Năm được chính thức công nhận, có thể có năm mà di sản đó được điều chỉnh ranh giới hoặc mở rộng.
- Số liệu UNESCO:Bao gồm tham chiếu trên trang chính của UNESCO, thể loại và tiêu chuẩn được công nhận. Từ (i) đến (vi) là các giá trị văn hóa, trong khi từ (vii) đến (x) là các giá trị tự nhiên.
- Mô tả:Mô tả khái quát về di sản và lý do được công nhận hoặc lý do bị đưa vào danh sách di sản thế giới bị đe dọa (nếu có).

| Tên                                 | Hình ảnh | Vị trí                                                                      | Năm công nhận           | Số liệu UNESCO                       | Mô tả |
| ----------------------------------- | -------- | --------------------------------------------------------------------------- | ----------------------- | ------------------------------------ | --- |
| Thắng cảnh nông nghiệp ở nam Öland  |          | Kalmar 56°19′30″B 16°29′0″Đ / 56,325°B 16,48333°Đ                           | 2000                    | 968; iv, v (văn hóa)                 | Cảnh quan nông nghiệp bao gồm các di tích khảo cổ học thời đại đồ đá cũ ở Alby với các tàn tích lều gỗ, cùng với đó là cảnh quan nông nghiệp bao gồm các cánh đồng, hàng rào đá, cầu đá, mộ đá, cối xay gió, nhà gỗ như là minh chứng về việc con người thích ứng với những hạn chế về địa lý, địa hình nơi đây. |
| Birka và Hovgården                  |          | Stockholm 59°20′7″B 17°32′34″Đ / 59,33528°B 17,54278°Đ                      | 1993                    | 555; iii, iv (văn hóa)               | Birka là một trong những thị trấn lâu đời nhất Thụy Điển là nơi có địa điểm khảo cổ học thời Viking minh họa cho mạng lưới giao thương của người Viking trên bán đảo Scandinavi và ảnh hưởng đến các giai đoạn lịch sử Châu Âu. Còn Hovgården cũng là một địa điểm thời Viking là trung tâm thung lũng Mälaren được coi là khu vực hoàng gia với nhiều tàn tích như lâu đài hoàng gia cổ Alsnö hus (Nhà của Vua). |
| Thị trấn nhà thờ Gammelstad, Luleå  |          | Norrbotten 65°38′46″B 22°01′43″Đ / 65,64611°B 22,02861°Đ                    | 1996                    | 762; ii, iv, v (văn hóa)             | Thị trấn nhà thờ nằm tại Gammelstaden là ví dụ điển hình và được bảo tồn tốt nhất của một loại thị trấn đã từng phổ biến rộng rãi khắp vùng Bắc Scandinavi. Ở trung tâm của nó là Nhà thờ Nederluleå được xây dựng vào thế kỷ 15, bao quanh là 424 ngôi nhà được làm bằng gỗ. |
| Nhà nông thôn Hälsingland           |          | Gävleborg 61°42′26″B 16°11′45″Đ / 61,70722°B 16,19583°Đ                     | 2012                    | 1282; v (văn hóa)                    | Các trang trại của Hälsingland là một di sản văn hoá, một ví dụ về kỹ thuật xây dựng truyền thống ở Thụy Điển trong xã hội của nông dân cũ ở Hälsingland. Bên trong những căn nhà trang trại của Hälsingland là đồ nội thất tuyệt đẹp và được bảo quản tốt với những bức vẽ trên tường, những bức tường trang trí tinh xảo và những bức tranh đắt giá. |
| Xưởng đồ sắt ở Engelsberg           |          | Västmanland 59°58′0″B 16°00′30″Đ / 59,96667°B 16,00833°Đ                    | 1993                    | 556; iv (văn hóa)                    | Được xây dựng vào năm 1681 bởi Per Larsson Gyllenhöök và phát triển thành một trong những nhà máy sắt hiện đại nhất thế giới trong giai đoạn 1700-1800, đưa Thụy Điển trở thành một trong những nước sản xuất đồ sắt hàng đầu trong thế kỷ 17, 18. Công trình cho đến nay vẫn được bảo quản rất tốt bao gồm một lò cao, tháp xỉ, kho, nhà máy luyện kim, nhà ở, văn phòng và một dinh thự. |
| Trạm phát thanh Grimeton, Varberg   |          | Halland 57°06′0″B 12°23′0″Đ / 57,1°B 12,38333°Đ                             | 2004                    | 1134; ii, iv (văn hóa)               | Trạm phát thanh Varberg tại Grimeton là một cơ sở phát sóng VLF tại Grimeton, gần Varberg, miền nam Thụy Điển. Tại đây có máy phát điện Alexanderson vỏ sắt phát vô tuyến điện. Trạm phát thanh Grimeton đã được sử dụng cho điện báo vô tuyến xuyên Đại Tây Dương đến Đài phát thanh Trung ương ở Long Island, New York, Mỹ. Từ năm 1960 cho đến năm 1996 nó được dùng để truyền lệnh cho tàu ngầm trong Hải quân Thụy Điển. Đây là trạm phát thanh duy nhất trên thế giới được công nhận là Di sản thế giới. |
| Thị trấn liên minh Hanse ở Visby    |          | Gotland 57°38′30″B 18°17′45″Đ / 57,64167°B 18,29583°Đ                       | 1995                    | 731; iv, v (văn hóa)                 | Thành phố Liên minh Hanse của Visby là thành phố thời Trung cổ được bảo quản tốt nhất ở Scandinavi. Trong số những di tích lịch sử, nổi bật nhất là bức tường thành dài 3,4 km (2,1 dặm) bao quanh trung tâm, và một số tàn tích của nhà thờ. |
| Bờ Biển Cao/Quần đảo Kvarken*       |          | · Västernorrland · Chung với Phần Lan · 63°18′0″B 21°18′0″Đ / 63,3°B 21,3°Đ | 2000 (mở rộng năm 2006) | 898; viii (thiên nhiên)              | Bờ Biển Cao là 1 vùng bờ biển ở phía bắc Thụy Điển bên Vịnh Bothnia là nơi tuyệt vời để nghiên cứu về các tiến trình quan trọng đã tạo ra sông băng và vùng đất dâng lên cao trên bề mặt Trái Đất. Trong khi đó, Kvarken là vùng hẹp trong Vịnh Bothnia cũng là vùng đất cũng có tỷ lệ đất dâng lên cao bất bình thường vào khoảng gần 1 cm mỗi năm, cả hai là hình mẫu cho việc nghiên cứu "tính đẳng tĩnh" |
| Vùng đất Laponia                    |          | Norrbotten 67°20′0″B 17°35′0″Đ / 67,33333°B 17,58333°Đ                      | 1996                    | 774; iii, v, vii, viii, ix (hỗn hợp) | Laponia là một khu vực động vật hoang dã có rừng núi lớn thuộc tỉnh Lapland, phía bắc Thụy Điển. Tổng diện tích khoảng 9.400 km vuông, làm cho nó trở thành khu vực tự nhiên không bị biến đổi lớn nhất trên thế giới vẫn được người bản xứ sử dụng và bảo vệ. Cảnh quan bị chi phối bởi những ngọn núi, sông và hồ. Nó bao gồm các vườn quốc gia Muddus, Sarek, Padjelanta, Stora Sjöfallet, và hai khu bảo tồn thiên nhiên Sjaunja, Stubba. Laponia chính là minh chứng cho quá trình biến đổi địa chất và nước ở vùng Ban-tich. Vùng đất này chính là sự kết hợp độc đáo giữa thiên nhiên với cuộc sống chăn thả của con người đã có từ rất lâu mà vẫn còn được bảo tồn nguyên vẹn. Họ là những người bản địa Sami sinh sống từ thời tiền sử, chăn thả gia súc chủ yếu là tuần lộc trên các sườn núi và đồng cỏ rộng lớn. Đây là di sản thế giới hỗn hợp duy nhất tại Thụy Điển nói riêng và cả Bắc Âu nói chung. |
| Khu vực mỏ và núi đồng lớn ở Falun  |          | Dalarna 60°36′17″B 15°37′51″Đ / 60,60472°B 15,63083°Đ                       | 2001                    | 1027; ii, iii, v (văn hóa)           | Khu vực mỏ đồng và núi đồng lớn ở Falun, Thụy Điển, đã hoạt động trong một thiên niên kỷ từ thế kỷ thứ 10 cho đến năm 1992. Đây là nơi đã sản xuất hai phần ba nhu cầu đồng của châu Âu. Những phát triển công nghệ tại mỏ đã có một ảnh hưởng sâu sắc đối với ngành khai thác mỏ toàn cầu trong hai thế kỷ. |
| Cảng hải quân Karlskrona            |          | Blekinge 56°10′0″B 15°35′0″Đ / 56,16667°B 15,58333°Đ                        | 1998                    | 871; ii, iv (văn hóa)                | Đây là căn cứ hải quân lớn nhất của Hải quân Thụy Điển có lịch sử từ thế kỷ 17. Nó có một vị trí đặc biệt, khi không chỉ là một hệ thống phòng thủ mạnh mẽ trên biển mà còn trên cả đất liền. Tại đây có bảo tàng hải quân, tòa nhà Ropewalk, tòa nhà bằng gỗ dài nhất Thụy Điển |
| Tranh khắc trên đá tại Tanum        |          | Västra Götaland 58°42′4″B 11°20′28″Đ / 58,70111°B 11,34111°Đ                | 1994                    | 557; i, iii, iv (văn hóa)            | ranh khắc trên đá ở Tanum nằm trên bờ biển phía tây là những chạm khắc đá nổi tiếng nhất của Thụy Điển có lịch sử từ thời kỳ đồ đồng đến khoảng năm 1200 TCN |
| Tài sản Hoàng gia của Drottningholm |          | Stockholm 59°19′23″B 17°53′0″Đ / 59,32306°B 17,88333°Đ                      | 1991                    | 559; iv (văn hóa)                    | Đây là dinh thự riêng của Hoàng gia Thụy Điển nằm tại Drottningholm, trên đảo Lovön, Ekerö, Stockholm. Nó được xây dựng vào cuối thế kỷ 16, phục vụ như một nơi ở thường xuyên vào mùa hè cho hầu hết gia đình Hoàng gia Thụy Điển trong thế kỷ 18. Hai công trình nổi tiếng nhất trong quần thể cung điện này là Nhà hát Cung điện Drottningholm và Trung Hoa Các. Cung điện như là một ví dụ điển hình về nhà ở Hoàng gia ở Bắc Âu thế kỷ 18 lấy cảm hứng từ Cung điện Versailles. |
| Skogskyrkogården                    |          | Stockholm 59°16′32″B 18°05′58″Đ / 59,27556°B 18,09944°Đ                     | 1994                    | 558; ii, iv (văn hóa)                | Skogskyrkogården là nghĩa trang được thiết kế bởi Gunnar Asplund và Sigurd Lewerentz, phản ánh sự phát triển của kiến trúc từ chủ nghĩa cổ điển Bắc Âu. Thiết kế pha trộn giữa các loại cây và các yếu tố kiến trúc, tận dụng các điều bất thường trong khu vực để tạo ra một phong cảnh được tinh chỉnh phù hợp với chức năng của nó. Nó đã ảnh hưởng sâu sắc đến các công viên nghĩa trang tại nhiều nước trên thế giới. |
| Vòng cung trắc đạc Struve*          |          | Norrbotten                                                                  | 2005                    | 1187; ii, iii, vi (văn hóa)          | Vòng cung là chuỗi các trạm trắc đạc tam giác kéo dài từ Hammerfest ở Na Uy tới Biển Đen, chạy qua 10 quốc gia với tổng chiều dài lên tới 2.820 km. Chuỗi các trạm này được nhà khoa học Nga gốc Đức Friedrich Georg Wilhelm von Struve thiết lập và sử dụng từ 1816 tới 1855 để thiết lập kích thước và hình dạng chính xác của Trái Đất. |

## Danh sách dự kiến
Ngoài các địa điểm ghi trong danh sách Di sản thế giới, các quốc gia thành viên có thể duy trì một danh sách các địa điểm dự kiến ddeer xem xét đề cử công nhận trong tương lai. Đề cử cho danh sách Di sản thế giới chỉ được chấp nhận nếu địa danh đó đó đã được liệt kê trước đó trong danh sách dự kiến. Tính đến năm 2016, Thụy Điển mới chỉ có 1 địa điểm trong danh sách này:
- Nguồn gốc của hệ thống sinh học (2009)[19] - bao gồm Råshult (nơi sinh của Linnaeus), Vườn Linnaeus, Bảo tàng Linnaeus, khu bảo tồn thiên nhiên Hågadalen-Nåsten, khu bảo tồn thiên nhiên Fäbodmossen, Ấn bản Herbationes Upsalienses, Årike Fyris và bảo tàng lịch sử Linnaeus' Hammarby thuộc Đại học Uppsala.